# 吴一坚
吴一坚（1960年12月—），陕西西安人，汉族，中华人民共和国企业家，第九届、第十届、第十一届全国政协委员，中国民主建国会会员，曾担任全国工商联副主席、陕西省总商会副会长、金花企业集团总裁。

## 生平
2008年，当选第十一届全国政协委员，代表中华全国工商业联合会，分入第二十一组。5月18日晚，金花股份发布公告称，董事长吴一坚先生正在应有关部门要求，协助调查。公司正在评估该事项对公司经营的影响。为了避免公司股价异常波动，保护投资者的利益，经公司申请，公司股票于2015年5月19日起停牌。